# Turnerjeva ulica (Maribor)

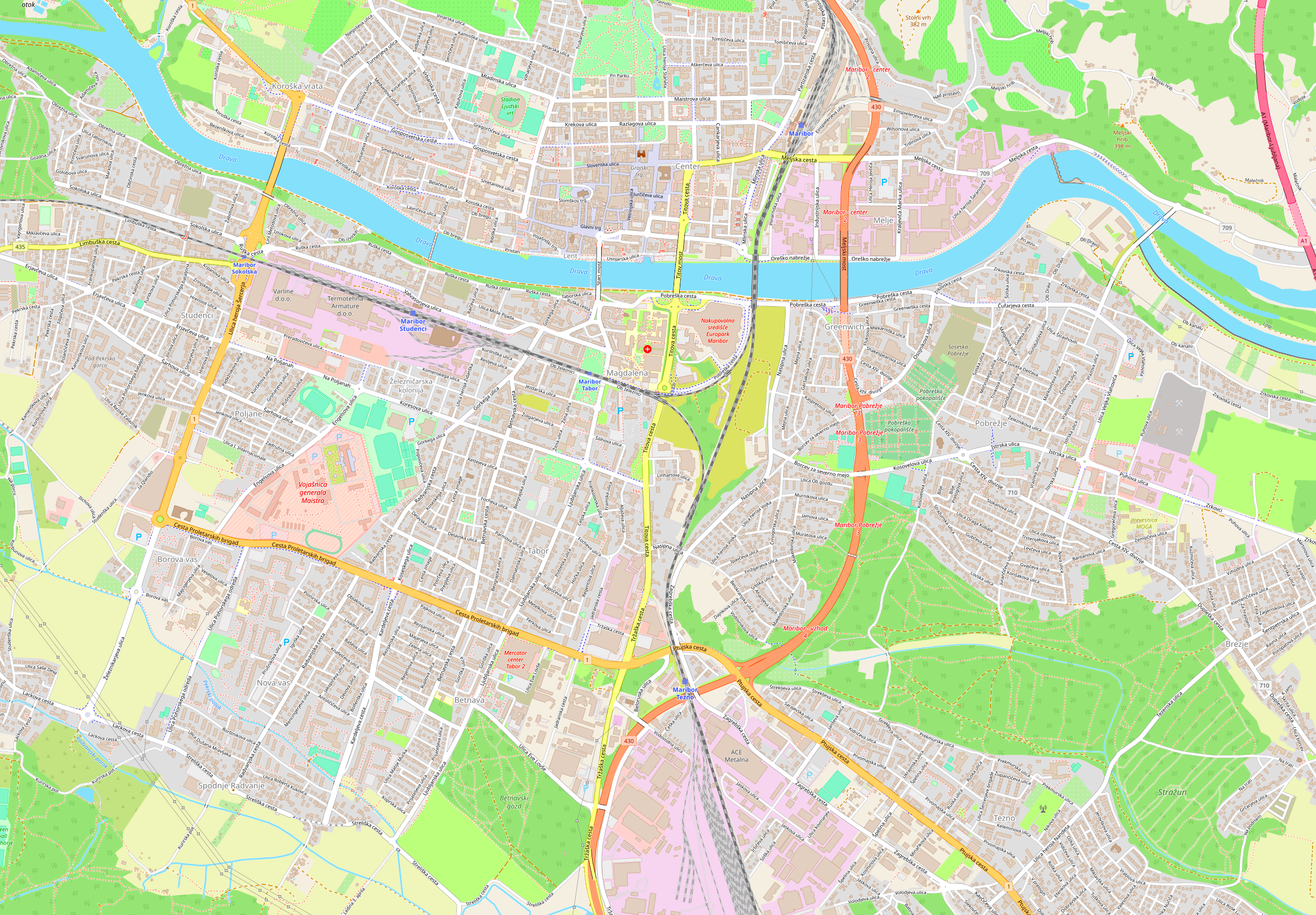

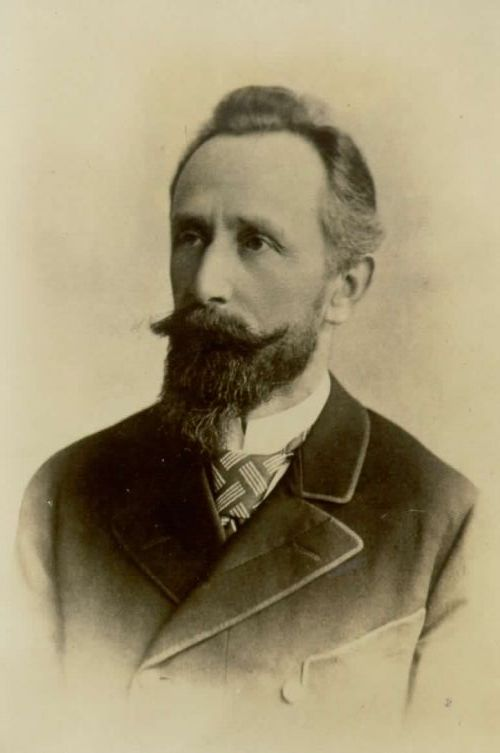
Pavel Turner (1842–1924)

Turnerjeva ulica (Turnergasse) ist der Name einer Straße im Stadtbezirk Koroška Vrata in Maribor (Slowenien). Sie ist benannt nach dem slowenischen Publizisten und Pädagogen Pavel Turner (1842–1924).

## Geschichte
Im Jahr 1898 wurde eine neue Straße in der Kärntner Vorstadt (heute Koroška vrata) nach einer großen Linde benannt, die in der Nähe der Straße an der Kreuzung zweier Feldwege wuchs. Im Jahr 1919 wurde der Name in Ulica pod lipo geändert. In den 1920er Jahren wurde sie in Pavel Turnerjeva ulica umbenannt. 1934 erhielt sie den heutigen Namen. Nach der deutschen Besetzung im April 1941 wurde sie vorübergehend in Lindengasse umbenannt und noch selben Jahr wurde sie in Dietrich-Eckart-Straße umbenannt, nach Dietrich Eckart (1868–1923), einem deutschen rechtsextremen Publizisten, der Hitler nahestand. Im Mai 1945 erhielt sie wieder ihren heutigen Namen.

## Lage
Die Straße beginnt an der Koroška cesta östlich der Koroška most. Sie verläuft in nordöstlicher Richtung in einem Bogen bis zur Einmündung in die Vrbanska cesta nahe der Kmetijska ulica. 

## Abzweigende Straßen
Die Turnerjeva ulica berührt folgende Straßen (von Süden nach Norden): Smetanova ulica, Gosposvetska cesta, Hermankova ulica, Medvedova ulica und Rosinova ulica.